# Túpac Inka Yupanqui

Túpac Inka Yupanqui eller Topa Inka Yupanqui (quechua: Tupaq Inka Yupanki), var den 10. Sapa Inka (1471–93) i Inkariget og den femte inka af Hanan-dynanstiet. Han var søn af den foregående Sapa Inka, Pachacuti. Ved Túpac Yupanquis død blev sønnen Huayna Capac Sapa Inka i riget.:93  Túpac Inka var en del af klanen Qhapaq panaca, der var blandt de førende slæger i inkariget. Hans hustru var Mama Ocllo (spansk navngivning).:88 

## Biografi
Det er ikke kendt, hvornår Túpac Inka Yupanqui blev født. Han blev af sin fader Pachatuti udpeget som hærfører for inkahæren i 1463.
Túpac Inka Yupanqui ledte felttogene nordpå i Andesregionen op til det nuværende Ecuador.:144  Han anvendte megen til i byen Quito, som han genopbyggede ved hjælp af bygmestre fra Cusco, inkarigets hovedstad. I denne periode blev kongeriget Cusco udbygget til Tawantinsuyu, de "fire provinser", og Túpac Inka Yupanqui stod i spidsen for at gennemføre de betydelige militære operationer, der udbredte Inkariget over det meste af det Sydamerikanske højland.:89-92 
Han blev inka ved faderens død i 1471 og regerede indtil sin død i 1493. Som overhoved i inkariget besejrede han Chimorerne, der boede på den nordlige kyst af det, der i dag er Peru. Chimorerne var de sidste rivaler til inkaerne. Han erobrede provinsen Antis og undertvang sig Collaerne, der boede i området omkring Titicacasøen.
Han fortsatte faderens arbejde med at udbygge imperiets infrastruktur og indførte skatteopkrævning i riget. Han udpegede to generalguvernører, (Suyuyoc Apu), én for Xauxa og den anden i Tiahuanacu. Túpac Inca Yupanqui byggede borgen Saksaywaman på højsletten over Cusco.:98-105 
Legenderne fortæller, at Túpac Inka Yupanqui omkring 1480 ledte en 9-12 måneder lang ekspedition i Stillehavet, hvor han skulle have opdaget to stillehavsøer (Nina chumpi ("Ildøen") og Hahua chumpi eller Avachumpi, ("Den yderste Ø")). Rejsen er omtalt af spanieren Pedro Sarmiento de Gamboa i sit værk fra 1572 "Inkaernes historie", men der er blandt nutidige historikere skepsis om ekspeditionen nogensinde har fundet sted. Tilhængere har hævdet, at Túpac Inka nåede til Galápagosøerne og andre har hævdet, at en af øerne muligvis var Påskeøen, hvor mundtlige overleveringer har hævdet, at en gruppe mennesker med "lange ører" hanau eepe ankom til øerne fra et ukendt land.
Ved Túpac Inkas død i 1493 efterlod han sig to officielle sønner og anslået 90 uægte børn. Han havde udpeget Ccapac Huari, søn af sin konkubine Chuqui Ocllo, som arvtager til imperiet, men begge blev dræbt af rivaler kort efter Túpac Inkas død.:154-155  Drabene banede vejen for den officielle søn Titu Cusi Hualpa til at overtage tronen.:106-107 

## References
1. 1 2  pre-Columbian civilizations :: The origins and expansion of the Inca state | Encyclopedia Britannica
2. 1 2 3 4 5 6  de Gamboa, P.S., 2015, History of the Incas, Lexington, ISBN 978-1-4636-8865-3
3. ↑  Prescott, W.H., 2011, The History of the Conquest of Peru, Digireads.com Publishing, ISBN 978-1-4209-4114-2
4. ↑  The "Hanau Eepe", their Immigration and Extermination, Rongorongo.

## Eksterne links
- History of the Incas, Pedro Sarmiento de Gamboa, på Project Gutenberg (engelsk)

| Efterfulgte: Pachacuti | Sapa Inka 1471–1493 | Efterfulgtes af: Huayna Capac |